# Чемпионат Северной, Центральной Америки и Карибского бассейна по волейболу среди женщин 2013
23-й чемпионат Северной, Центральной Америки и Карибского бассейна (NORCECA) по волейболу среди женщин проходил с 16 по 21 сентября 2013 года в Омахе (США) с участием 9 национальных сборных команд. Чемпионский титул в 7-й раз в своей истории и во 2-й раз подряд выиграла сборная США

## Команды-участницы
США — страна-организатор;
Доминиканская Республика, Канада, Куба, Мексика, Пуэрто-Рико — по результатам рейтинга NORCECA;
Коста-Рика — чемпион Центральной Америки 2012;
Тринидад и Тобаго — чемпион Карибской зональной волейбольной ассоциации (CAZOVA) 2012.
Сент-Люсия — чемпион Восточнокарибской зональной волейбольной ассоциации (ЕСVA) 2012.

## Система проведения чемпионата
9 команд-участниц на предварительном этапе были разбиты на три группы, в которых команды играли в один круг. За победу со счётом 3:0 команды получали 5 очков, за победу 3:1 — 4, 3:2 — 3 очка, за поражение 2:3 проигравший получал 2 очка, 1:3 — 1 и за поражение 0:3 очки не начислялись. Две лучшие команды из числа победителей групп напрямую вышли в полуфинал плей-офф. Оставшийся победитель группового турнира и команды, занявшие в группах вторые места, вышли в четвертьфинал и в стыковых матчах определили ещё двух участников полуфинала. Полуфиналисты по системе с выбыванием определили призёров первенства. Проигравшие в 1/4-финала разыграли итоговое 5-е место. Итоговые 7—9-е места также по системе с выбыванием разыграли худшие команды в группах.

## Предварительный этап

### Группа А
| М | Команда                  | 1   | 2   | 3   | И | В | П | С/П | О  |
| - | ------------------------ | --- | --- | --- | - | - | - | --- | -- |
| 1 | Доминиканская Республика |     | 3:0 | 3:0 | 2 | 2 | 0 | 6:0 | 10 |
| 2 | Тринидад и Тобаго        | 0:3 |     | 3:2 | 2 | 1 | 1 | 3:5 | 3  |
| 3 | Коста-Рика               | 0:3 | 2:3 |     | 2 | 0 | 2 | 2:6 | 2  |

16 сентября: Доминиканская Республика — Коста-Рика 3:0 (25:13, 25:6, 25:20).
17 сентября: Тринидад и Тобаго — Коста-Рика 3:2 (25:14, 22:25, 21:25, 27:25, 15:13).
18 сентября: Доминиканская Республика — Тринидад и Тобаго 3:0 (25:13, 25:20, 25:13).

### Группа В
| М | Команда | 1   | 2   | 3   | И | В | П | С/П | О  |
| - | ------- | --- | --- | --- | - | - | - | --- | -- |
| 1 | США     |     | 3:0 | 3:0 | 2 | 2 | 0 | 6:0 | 10 |
| 2 | Мексика | 0:3 |     | 3:2 | 2 | 1 | 1 | 3:5 | 3  |
| 3 | Куба    | 0:3 | 2:3 |     | 2 | 0 | 2 | 2:6 | 2  |

16 сентября: США — Мексика 3:0 (25:9, 25:12, 25:11).
17 сентября: Мексика — Куба 3:2 (25:18, 25:23, 23:25, 21:25, 18:16).
18 сентября: США — Куба 3:0 (25:9, 25:13, 25:12).

### Группа С
| М | Команда     | 1   | 2   | 3   | И | В | П | С/П | О |
| - | ----------- | --- | --- | --- | - | - | - | --- | - |
| 1 | Пуэрто-Рико |     | 3:2 | 3:0 | 2 | 2 | 0 | 6:2 | 8 |
| 2 | Канада      | 2:3 |     | 3:0 | 2 | 1 | 1 | 5:3 | 7 |
| 3 | Сент-Люсия  | 0:3 | 0:3 |     | 2 | 0 | 2 | 0:6 | 0 |

16 сентября: Пуэрто-Рико — Сент-Люсия 3:0 (25:9, 25:15, 25:12).
17 сентября: Канада — Сент-Люсия 3:0 (25:14, 25:9, 25:14).
18 сентября: Пуэрто-Рико — Канада 3:2 (19:25, 28:26, 25:23, 13:25, 15:8).

## Плей-офф

### Полуфинал за 7—9 места
19 сентября
Куба — Сент-Люсия 3:0 (25:16, 25:15, 25:6).

### Четвертьфинал
19 сентября
Канада — Тринидад и Тобаго 3:0 (27:25, 25:11, 25:22).
Пуэрто-Рико — Мексика 3:0 (25:16, 25:22, 25:19).

### Полуфинал за 1—4 места
20 сентября
Доминиканская Республика — Пуэрто-Рико 3:1 (25:18, 26:24, 19:25, 25:21).
США — Канада 3:0 (25:22, 25:14, 25:15).

### Матч за 7-е место
20 сентября
Куба — Коста-Рика 3:1 (26:24, 23:25, 25:15, 25:22).

### Матч за 5-е место
21 сентября
Мексика — Тринидад и Тобаго 3:0 (25:23, 25619, 25:22).

### Матч за 3-е место
21 сентября
Пуэрто-Рико — Канада 3:0 (25:23, 25:16, 25:16).

### Финал
| 21 сентября 2013 | \| США \| 3:1 issuu.com \| Доминиканская Республика \| \| Алиша Гласс (5) Лорен Джиббсейер (5) Кристин-Линн Хильдебранд (11) Джордан Ларсон (15) Келли Мёрфи (18) Лорен Паолини (12) Кайла Бэнуорт (л) Кэссиди Лихтман Дженна Хагглунд Кимберли Хилл Криста Хармотто (2) Николь Фосетт \| Голы \| Аннерис Варгас (7) Марианна Ферсола (2) Ниверка Марте Фрика Присилла Ривера (2) Джина Мамбру (15) Бетания де ла Крус (23) Бренда Кастильо (л) Брайелин Мартинес (7) Карла Эченике Ара Йоркира Бинет Исабель Йонкайра Пенья (7) Кандида Ариас (6) \| | Омаха «Ralston Arena» 3500 зрителей |
| Счёт по партиям — 25:19, 26:24, 21:25, 25:19. Время матча — 1 час 54 минуты. Судьи: Л.Масиас, П.Морель. | | |
| США | 3:1 issuu.com | Доминиканская Республика |
| Алиша Гласс (5) Лорен Джиббсейер (5) Кристин-Линн Хильдебранд (11) Джордан Ларсон (15) Келли Мёрфи (18) Лорен Паолини (12) Кайла Бэнуорт (л) Кэссиди Лихтман Дженна Хагглунд Кимберли Хилл Криста Хармотто (2) Николь Фосетт | Голы | Аннерис Варгас (7) Марианна Ферсола (2) Ниверка Марте Фрика Присилла Ривера (2) Джина Мамбру (15) Бетания де ла Крус (23) Бренда Кастильо (л) Брайелин Мартинес (7) Карла Эченике Ара Йоркира Бинет Исабель Йонкайра Пенья (7) Кандида Ариас (6) |

## Итоги

### Положение команд
| США                      |
| Доминиканская Республика |
| Пуэрто-Рико              |
| 4. Канада                |
| 5. Мексика               |
| 6. Тринидад и Тобаго     |
| 7. Куба                  |
| 8. Коста-Рика            |
| 9. Сент-Люсия            |

### Призёры
США: Алиша Гласс, Кэссиди Лихтман, Лорен Джиббмейер, Кристин Хильдебранд, Джордан Ларсон, Кайла Бэнуорт, Криста Хармотто, Николь Фосетт, Келли Мёрфи, Лорен Паолини, Дженна Хагглунд, Кимберли Хилл. Тренер — Карч Кирай.
  Доминиканская Республика: Аннерис Варгас Вальдес, Марианна Ферсола Норберто, Бренда Кастильо, Ниверка Марте Фрика, Кандида Ариас Перес, Карла Эченике Медина, Присилла Ривера Бренс, Исабель Йонкайра Пенья, Джина Мамбру Касилья, Бетания де ла Крус де Пенья, Ара Йоркира Бинет Стефенс, Брайелин Мартинес. Тренер — Маркос Квик.
  Пуэрто-Рико: Дебора Сейлхамер, Яримар Роса, Стефани Энрайт, Аня Руис, Аурея Круз, Карина Осасио, Наталья Валентин, Миранда Генезис, Шейла Осасио, Линда Моралес, Лаура Гонсалес, Вильмари Ривера. Тренер — Хосе Миелес.

### Индивидуальные призы
MVP:  Келли Мёрфи
Лучшая нападающая:  Келли Мёрфи
Лучшая блокирующая:  Шинед Джек
Лучшая на подаче:  Джордан Ларсон
Лучшая на приёме:  Дебора Сейлхамер
Лучшая в защите:  Бренда Кастильо
Лучшая связующая:  Алиша Гласс
Лучшая либеро:  Жани Жимон
Самая результативная:  Карина Окасио

### Символическая сборная
Связующая:  Элайша Глэсс
Диагональная:  Келли Мёрфи
Доигровщики: Бетания де ла Крус,  Аурея Круз
Центральные блокирующие:  Шинед Джек,  Кандида Перес
Либеро:  Жани Жимон